# Eck (Berchtesgaden)
Eck ist eine Gemarkung im oberbayerischen Landkreis Berchtesgadener Land.
Die Gemarkung mit zwei Gemarkungsteilen hat eine Gesamtfläche von etwa 1277 Hektar, liegt im Amtsbezirk des Amts für Digitalisierung, Breitband und Vermessung Freilassing und hat die Gemarkungsnummer 099966.

## Lage
Ihre benachbarten Gemarkungen in Deutschland sind Au im Norden und Salzberg im Süden und Westen. Im Osten grenzt die Gemarkung an das österreichische Bundesland Salzburg. Je eine Teilfläche der Gemarkungen Au und Salzberg werden vollständig von der Gemarkung Eck umschlossen.

## Gemarkungsteil 1
Der Gemarkungsteil 1 ist deckungsgleich mit dem gemeindefreien Gebiet Eck und hat eine Fläche von 1260 Hektar.

## Gemarkungsteil 0

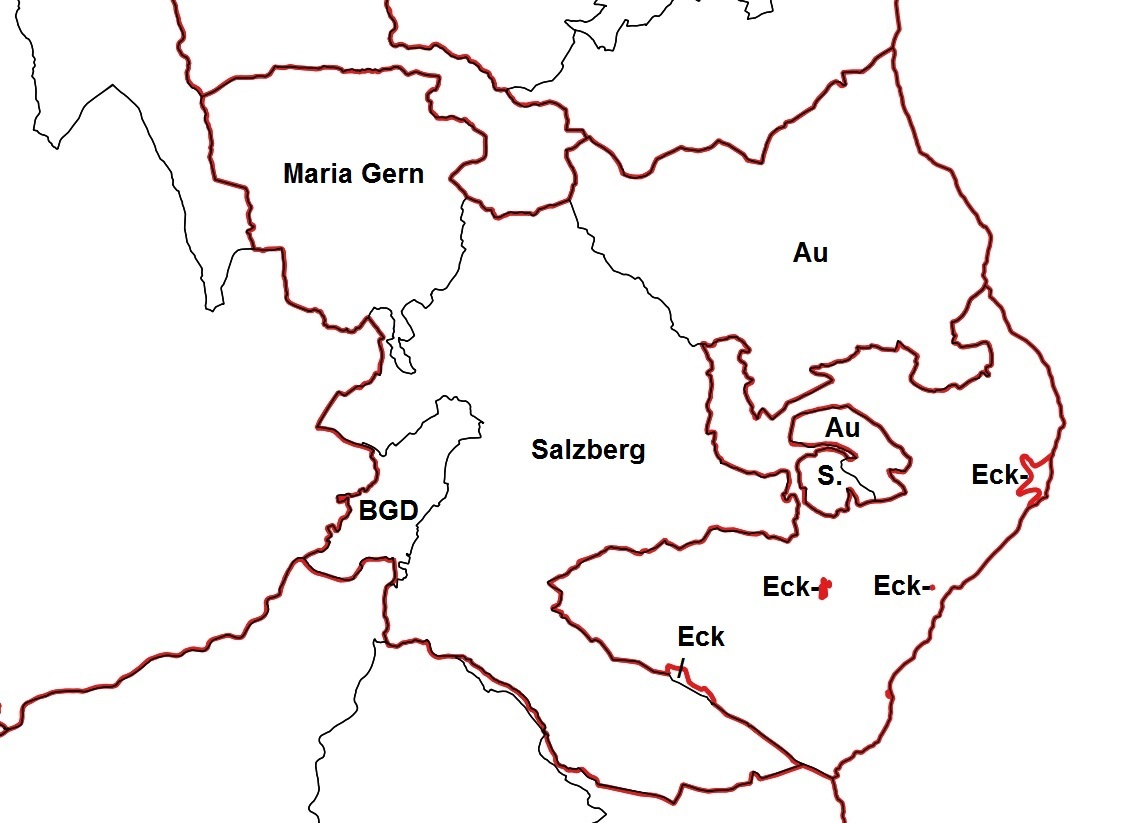
Gemarkungen in Berchtesgaden mit Gebietsteilen der Gemarkung Eck

Der Gemarkungsteil 0 liegt auf dem Gemeindegebiet von Berchtesgaden. Eck ist die kleinste der fünf Gemarkungen im Gebiet der Marktes Berchtesgaden. Anders als bei den übrigen Gemarkungen handelt es sich bei Eck nicht um eine ehemalige Gemeinde, sondern um sechs Gebietsteile sehr unterschiedlicher Größe, die ursprünglich zum gemeindefreien Gebiet Eck gehörten und heute mit Ausnahme des Kehlsteinhauses von dessen Gebiet als Exklaven Berchtesgadens umschlossen werden. Diese nicht zusammenhängenden Gebietsteile der Gemarkung Eck des Marktes Berchtesgaden weisen insgesamt eine Fläche von nur 17,238 Hektar bzw. 172.380 m² auf.

### Lage und Gliederung
Zum Gebiet des Gemarkungsteils 0 gehören der Kehlstein mit dem Kehlsteinhaus sowie folgende fünf Berchtesgadener Exklaven:
- Schifferer Hütte – Lagerschuppen mit Wohnung sowie südlich angrenzendes Flurstück im Eckerwald westlich der Roßfeldhöhenringstraße
- Parkplatz Berlerkaser, gegenüber der Schifferer Hütte – im Eckerwald östlich der Roßfeldhöhenringstraße, 450 Meter westlich und 80 Höhenmeter unterhalb des 1982 bei der Unteren Ahornalm eingerichteten Perler-Kasers[6][7]
- Berggasthof Ahornkaser (früher Renn-Kaser),[7] – ein Gebäude mit Gastwirtschaft und Wohnung auf der Oberen Ahornalm unterhalb des Ahornbüchsenkopfes. Der Ahornkaser ist der höchstgelegene mit dem Auto erreichbare Berggasthof Deutschlands auf über 1520 m ü. NN.
- Purtschellerhaus – an der österreichischen Grenze
- Roßfeld (Teil) – an der österreichischen Grenze zusammen mit Roßfeldskihütte, Talstation Roßfeld und Kiosk, doch ohne die nahe gelegene Roßfeldalm

| Gebietsteil                         | Straßenanschrift         | Fläche m² | Höhe m | Koordinaten                     | Flurstücke     | im Bayern Atlas |
| ----------------------------------- | ------------------------ | --------- | ------ | ------------------------------- | -------------- | --------------- |
| Kehlstein                           | Hintereck 21             | 50075     | 1837   | 47° 36′ 39,8″ N, 13° 2′ 30″ O   | 124/5          |                 |
| Schifferer Hütte                    | Purtschellerstr. 2       | 9876      | 1162   | 47° 37′ 14,1″ N, 13° 3′ 46,3″ O | 126/5/7        |                 |
| Parkplatz Berlerkaser (Ofnerboden?) | (bei Purtschellerstr. 2) | 1162      | 1150   | 47° 37′ 13,7″ N, 13° 3′ 47,9″ O | 126/6          |                 |
| Berggasthof Ahornkaser              | Purtschellerstr. 5       | 100       | 1520   | 47° 37′ 10,7″ N, 13° 4′ 42,8″ O | 75             |                 |
| Purtschellerhaus                    | Purtschellerstr. 6       | 1786      | 1692   | 47° 36′ 34″ N, 13° 4′ 17,9″ O   | 106/1          |                 |
| Roßfeld (Teil)                      | Am Roßfeld 15            | 109449    | 1460   | 47° 37′ 52,4″ N, 13° 5′ 34,8″ O | 12/2/3/4/5/6/9 |                 |
| Gemarkung Eck, Gemarkungsteil 0     |                          | 172380    | 1469   | 47° 37′ 20,7″ N, 13° 4′ 18,4″ O | 12 Flurstücke  |                 |

Nach dem Straßenverzeichnis der Volks- und Berufszählung vom 25. Mai 1987 sind die Straßenbezeichnungen Purtschellerstraße und Hintereck dem Berchtesgadener Ortsteil Obersalzberg zugeordnet, während Am Roßfeld zum Ortsteil Oberau gerechnet wird. Die Purtschellerstraße und Hintereck weisen neben den in der Tabelle angeführten Hausnummern noch weitere außerhalb der Gemarkung Eck auf. Dagegen ist Am Roßfeld 15 die einzige Hausnummer des entsprechenden Straßennamens.

### Bildergalerie

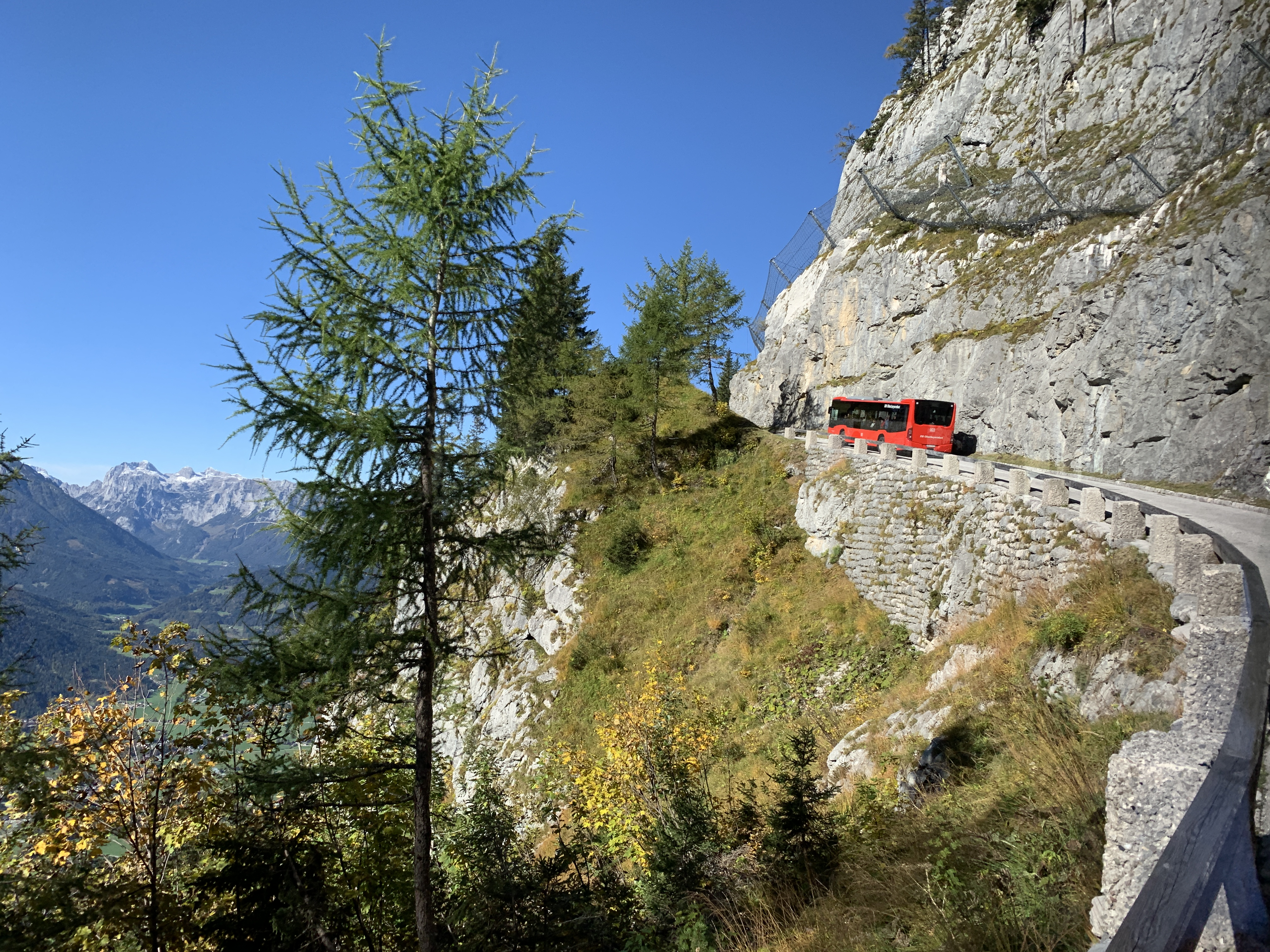
RVO-Shuttlebus fährt bergan durch die Gemarkung Eck zum Kehlsteinhaus
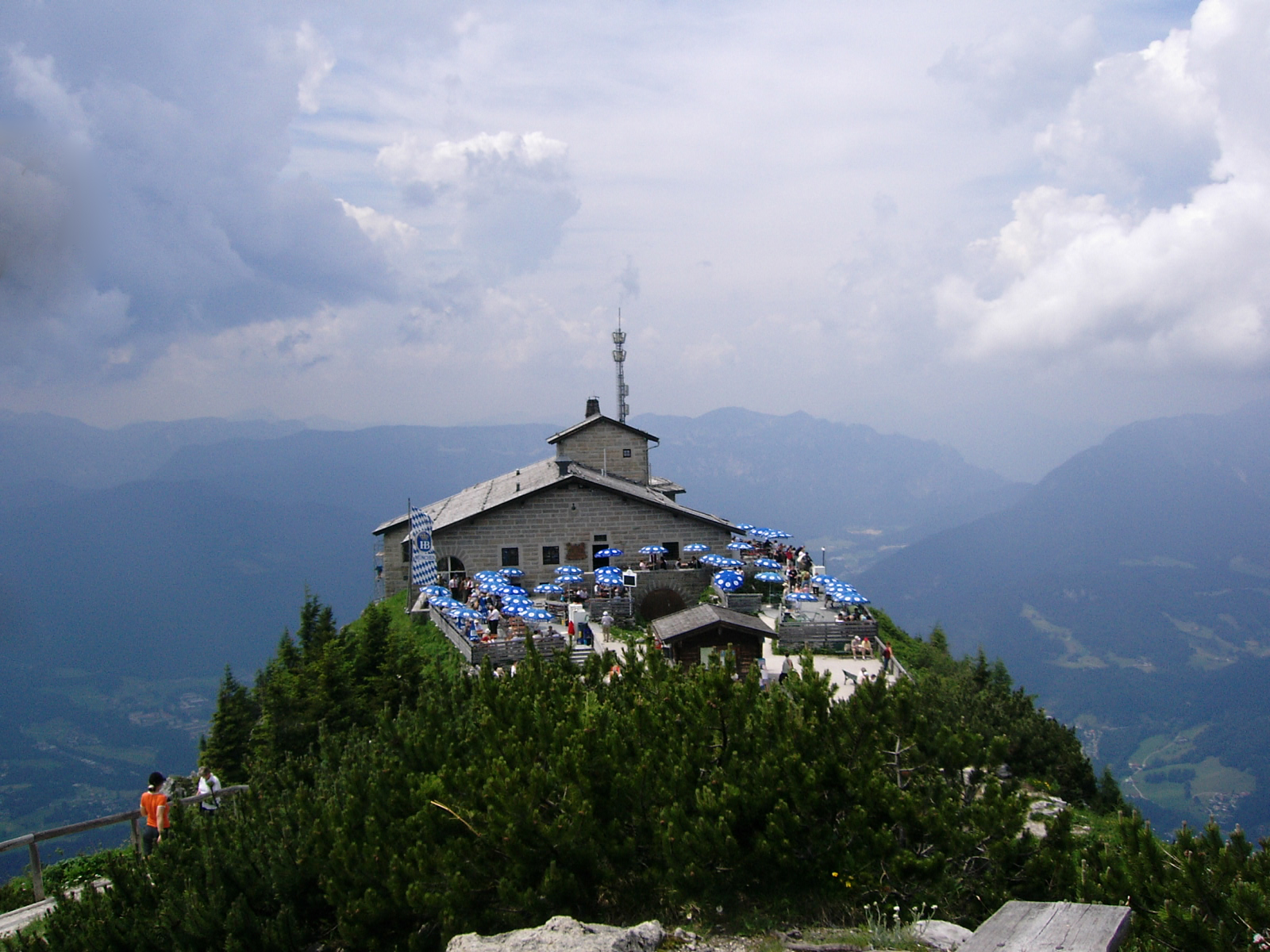
Kehlsteinhaus
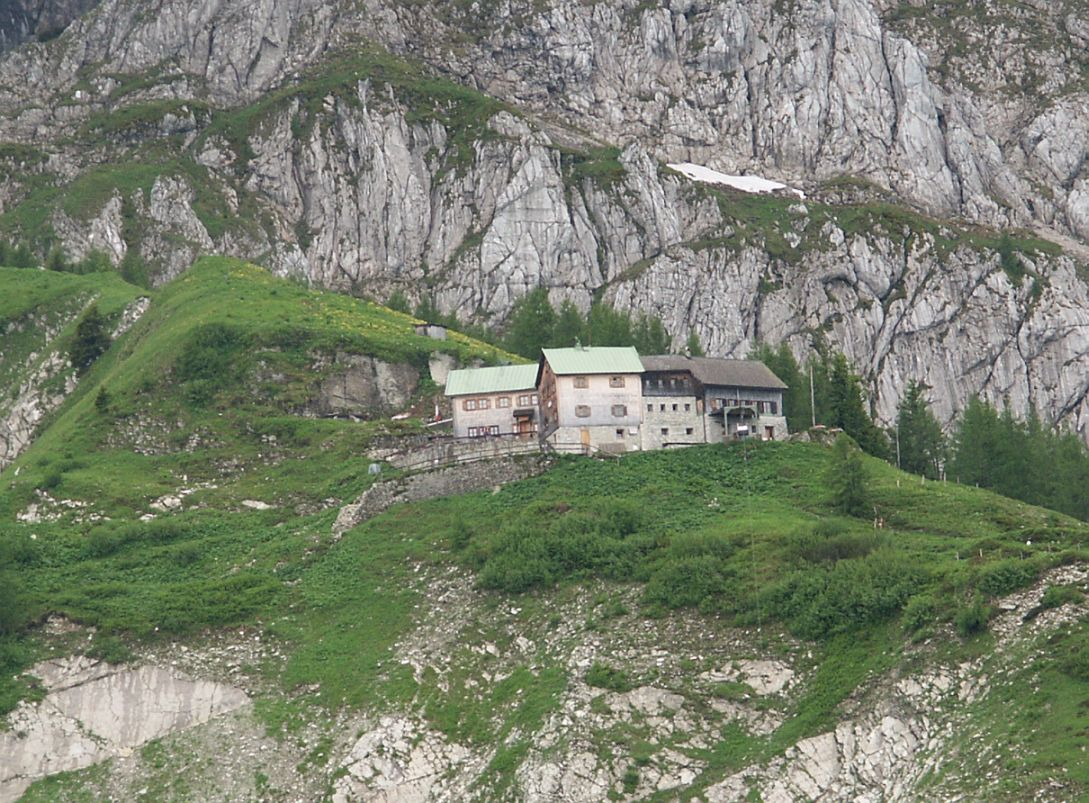
Purtschellerhaus